# سیاه‌کاج‌های زرین
سیاه‌کاج‌های زرین (نام علمی: Pseudolarix amabilis) نام یک گونه از تیره کاجیان است.